# یواس‌اس ادرویت (ای‌ام-۸۲)
یواس‌اس ادرویت (ای‌ام-۸۲) (به انگلیسی: USS Adroit (AM-82)) یک کشتی بود که طول آن ۱۷۳ فوت ۸ اینچ (۵۲٫۹۳ متر) بود. این کشتی در سال ۱۹۴۲ ساخته شد.